# A-Examen
Das A-Examen für Evangelische oder Katholische Kirchenmusik war das Abschlussexamen in diesen Studiengängen.
Im Zuge des Bologna-Prozesses wurde es durch den Abschluss Master of Music ersetzt.
„Die Prüfung dient dem Nachweis der Fähigkeiten, die es dem Absolventen ermöglichen, den Dienst in einer wichtigen kirchenmusikalischen Position zu versehen oder Leitungsaufgaben auf kirchenmusikalischen Gebiet zu übernehmen“.
Das A-Examen war in der Regel ein Staatsexamen. Daneben gab es auch die Möglichkeit von kirchlichen A-Examina, welche nach Christoph Krummacher „hätten auch als vollakademisch gelten müssen, was aber wegen des unklaren Status der Kirchenmusikschulen nicht ernsthaft realisiert wurde. Bestenfalls sah man sie in Analogie zu Fachhochschulabschlüssen“. Des Weiteren gab es einen Diplom-Studiengang Kirchenmusik A, unter anderem an der Hochschule für Musik Franz Liszt Weimar, an der Hochschule für Musik und Theater München sowie an der Evangelischen Hochschule für Kirchenmusik Halle.

## Prüfungsfächer
- Orgelliteraturspiel: in der Regel ein Werk aus dem Barock, drei Werke von Johann Sebastian Bach (Triosonate, Choralbearbeitung und freies Werk),  je ein Werk der Romantik und ein Werk der Moderne. Ein Orgelwerk muss der Bewerber innerhalb einer bestimmten Zeit selbständig erarbeiten.
- Orgelimprovisation: eine größere vorbereitete Improvisation über ein Kirchenlied. Als unvorbereitete Prüfungsaufgaben: eine Improvisation über ein Kirchenlied sowie differenzierte Begleitsätze zu Kirchenliedern.
- Dirigieren:
  - Prüfungsaufgabe im Fach Chorleitung: Einstudierung einer anspruchsvollen Komposition für Chor ohne Orchesterbegleitung.
  - Im Fach Orchesterleitung: Probenarbeit an einer Komposition für Orchester.

Weitere Fächer des Examens sind Tonsatz, Gehörbildung,  Klavier, Gesang, Partiturspiel, Liturgik, Hymnologie und Gregorianik, Musikgeschichte, Orgelbau und Kirchenkunde.
Verschiedene Prüfungsfächer wurden von der UNESCO als Immaterielles Kulturerbe  eingestuft. Im Bundesweiten Verzeichnis des immateriellen Kulturerbes befinden sich Chormusik und Choralgesang. Orgelbau und Orgelmusik werden seit 2017 auf der Repräsentativen Liste des immateriellen Kulturerbes der Menschheit aufgeführt.

## Bewertungen
Die Prüfungsordnungen sahen an der Musikhochschule Freiburg die Noten „sehr gut“, „gut“, „befriedigend“, „ausreichend“ und  „nicht ausreichend“ vor. Beim Diplomstudiengang an der Evangelische Hochschule für Kirchenmusik Halle wurden bei der Bewertung von  einzelnen Prüfungsleistungen die Noten „sehr gut mit Auszeichnung“, „sehr gut“, „gut“, „befriedigend“, „ausreichend“, und „nicht ausreichend“ vorgesehen. Als Gesamtnoten waren die Noten „sehr gut“ bis „ausreichend“ möglich. Bei hervorragenden Prüfungsleistungen in mehreren Prüfungsfächern konnte die Gesamtnote „mit Auszeichnung bestanden“ erteilt werden. Auszeichnungen für bestimmte Prüfungsfächer wurden nur selten vergeben.

## Absolventen (Auswahl)
- Absolventen mit zwei Auszeichnungen:
  - Helmut Kickton (* 1956), Auszeichnungen für Orgelimprovisation und die wissenschaftliche Hausarbeit im Fach Musikgeschichte (1986)
  - Ruben Johannes Sturm  (* 1979), Auszeichnungen für Orgelliteraturspiel und Orgelimprovisation (2005)

- Absolventen mit einer Auszeichnung:
  - Martin Bambauer (* 1970), Auszeichnung für Orgelimprovisation
  - Roland Dopfer (* 1977), Auszeichnung für Orgelliteraturspiel
  - Johannes Geffert (* 1951), Auszeichnung für Orgelimprovisation
  - Jens Goldhardt  (* 1968), Auszeichnung für Orgelliteraturspiel
  - Stefan Göttelmann (* 1963), Auszeichnung für Orgelimprovisation (1989)
  - Silvius von Kessel (* 1965), Auszeichnung für die wissenschaftliche Hausarbeit in Hymnologie und Gregorianik (1991)
  - Friedrich Kircheis (1949–2024), Auszeichnung für Orgelliteraturspiel
  - Gereon Krahforst (* 1973), Auszeichnung für Orgelimprovisation
  - Samuel Kummer (1968–2024), Auszeichnung für Orgelimprovisation (1997)
  - Ansgar Schlei (* 1978), Auszeichnung für Orgelliteraturspiel
  - Thomas Schmidt (* 1960), Auszeichnung für Orgelimprovisation (1985)
  - Udo Witt (* 1956), Auszeichnung für Chor- und Orchesterleitung